# Santos-Dumont (lune)
Santos-Dumont est un satellite naturel de Saturne, plus précisément un satellite à hélice trans-Encke. Son rayon serait inférieur à 800 m. Il orbite à un peu plus de 134 500 km du centre de Saturne, dans la partie extérieure de l'anneau A, au-delà de la division d'Encke (d'où le nom de « trans-Encke »).
Il est nommé d'après l'aviateur franco-brésilien Alberto Santos-Dumont.